# 広島SeeSaw
『広島SeeSaw』（ひろしまシーソー）は、2004年4月7日から同年10月27日まで広島ホームテレビで放送されたローカル番組。

## 概要
若者向けのバラエティー番組。広島に密着し、広島ならではの「場所」・「人」・「モノ」・「旬」にこだわった“エンターテインメント情報”を、パーソナリティが広島の街をめぐりながら発信していく。
原則、広島県内でロケが行われていたが、一部放送回では大阪府大阪市、岡山県倉敷市、京都府京都市でロケが行われた。
当初は半年間の放送予定であったが、視聴者の要望で1か月だけ延長された。

## 放送時間
いずれもJST。再放送は無かった場合もある。
- 水曜日 24:46 - 25:26 （本放送）[1]
- 木曜日 26:16 - 26:56 （再放送）[1]

## 出演者

### レギュラー
- 豊岡真澄
- 中島尚樹（広島ローカルタレント）

### ゲスト
- 平山あや（4月7日・4月14日放送分）
- 西田篤史（4月21日放送分）（7月14日放送分）
- 押切もえ（5月5日放送分）
- ゆりん（5月19日・5月26日放送分）
- 土田晃之（6月2日・6月9日放送分）
- 和希沙也（6月30日放送分）
- 松本裕見子（7月21日放送分）
- 瀬戸早妃（8月11日放送分）
- 小野真弓（9月15日放送分）

## コーナー
- ボンバー石井のエンタメ